# Zhu Shujing
Pour les articles homonymes, voir Zhu.
Dans ce nom chinois, le nom de famille, Zhu, précède le nom personnel.
Zhu Shujing (né le 24 mai 1985) est un athlète chinois spécialiste du triple saut. 

## Carrière

### Palmarès
| Année | Compétition                  | Lieu      | Résultat | Performance |
| ----- | ---------------------------- | --------- | -------- | ----------- |
| 2004  | Championnats du monde junior | Grosseto  | 2e       | 16,64 m     |
| 2004  | Championnats d'Asie en salle | Téhéran   | 1er      | 16,57 m     |
| 2005  | Jeux de l'Asie de l'Est      | Macao     | 3e       | 16,38 m     |
| 2009  | Championnats d'Asie          | Guangzhou | 2e       | 16,67 m     |

### Records
| Épreuve     | Performance | Lieu  | Date            |
| ----------- | ----------- | ----- | --------------- |
| Triple saut | 17,41 m     | Jinan | 26 octobre 2009 |

| Épreuve     | Performance | Lieu    | Date           |
| ----------- | ----------- | ------- | -------------- |
| Triple saut | 16,57 m     | Téhéran | 8 février 2004 |